# Étienne Pascal
Étienne Pascal (francês: [ etjɛn paskal ]; 2 de maio de 1588 - 24 de setembro de 1651) foi um chefe fiscal da França e pai de Blaise Pascal.

## Biografia
Pascal nasceu em  Clermont; pai e mãe foram Martin Pascal, o tesoureiro da França, e Marguerite Pascal de Mons. Ele também teve três filhas, duas das quais sobreviveram à infância: Gilberte (1620–?) e  Jacqueline (1625 – 1661). Sua esposa, Antoinette Begon, morreu em 1626.
Ele era um fiscal, advogado e membro rico da   petite noblesse , que também tinha interesse em ciências e matemática. Ele se formou em direito em Paris e se formou em direito em 1610. Nesse mesmo ano, ele voltou para Clermont e comprou o cargo de conselheiro para Bas-Auvergne, a área ao redor de Clermont.
Em 1631, cinco anos após a morte de sua esposa, Étienne Pascal mudou-se com seus filhos para Paris. A família recém-chegada logo contratou Louise Delfault, uma empregada doméstica que acabou se tornando um membro instrumental da família. Étienne, que nunca se casou novamente, decidiu que ele seria o único a educar seus filhos, pois todos eles demonstraram extraordinária habilidade intelectual, principalmente seu filho Blaise.
Étienne Pascal serviu em um comitê científico (cujos membros incluíam Pierre Hérigone e Claude Mydorge) estabelecido para determinar se o esquema de Jean-Baptiste Morin era prático para determinar a longitude do movimento da Lua.
O Limaçon foi estudado e nomeado pela primeira vez por Étienne Pascal e, portanto, esta curva matemática é freqüentemente chamada de Limaçon de Pascal.
Ele morreu em Paris.